# Thomas K. Sanders
Thomas K. "Tom", "Tommy" Sanders (ur.  1938 – Nashville, zm. grudzień 2011) – amerykański brydżysta, Senior Master (WBF).
W roku 1986 Thomas Sanders był Prezydentem Rada Dyrektorów ACBL a w roku 1987 członkiem Komitetu Rozwoju Korporacyjnego WBF.

## Wyniki brydżowe

### Zawody światowe
W światowych zawodach zdobył następujące lokaty:
| Mistrzostwa Świata. Konkurencja teamów | Mistrzostwa Świata. Konkurencja teamów | Mistrzostwa Świata. Konkurencja teamów | Mistrzostwa Świata. Konkurencja teamów | Mistrzostwa Świata. Konkurencja teamów | Mistrzostwa Świata. Konkurencja teamów |
| Rok                                    | Miejsce                                | Zawody                                 | Kategoria                              | Drużyna                                | Pozycja                                |
| -------------------------------------- | -------------------------------------- | -------------------------------------- | -------------------------------------- | -------------------------------------- | -------------------------------------- |
| 1994                                   | Albuquerque                            | 9 Mistrzostwa Świata                   | Open                                   | Rapee                                  | 17                                     |
| 1994                                   | Albuquerque                            | 9. Mistrzostwa Świata                  | Seniorzy                               | Levine                                 | 2                                      |
| 1982                                   | Biarritz                               | 6 Mistrzostwa Świata                   | Open                                   | Berkowitz                              | 24                                     |
| 1978                                   | Nowy Orlean                            | 5 Mistrzostwa Świata                   | Open                                   | Sontag                                 | 7                                      |

| Mistrzostwa Świata. Konkurencja par | Mistrzostwa Świata. Konkurencja par | Mistrzostwa Świata. Konkurencja par | Mistrzostwa Świata. Konkurencja par | Mistrzostwa Świata. Konkurencja par | Mistrzostwa Świata. Konkurencja par |
| Rok                                 | Miejsce                             | Zawody                              | Kategoria                           | Partner                             | Pozycja                             |
| ----------------------------------- | ----------------------------------- | ----------------------------------- | ----------------------------------- | ----------------------------------- | ----------------------------------- |
| 1986                                | Miami Beach                         | 7. Mistrzostwa Świata               | Open                                | Ron Anderson                        | 39                                  |
| 1986                                | Miami Beach                         | 7 Mistrzostwa Świata                | Miksty                              | Carol Sanders                       | 11                                  |
| 1978                                | Nowy Orlean                         | 5 Mistrzostwa Świata                | Open                                | Lou Bluhm                           | 13                                  |

## Klasyfikacja
- Thomas Sanders – klasyfikacja WBF (ang.)